# Raión de Iznoski
El raión de Iznoski (ruso: Изно́сковский райо́н) es un distrito administrativo y municipal (raión) ruso perteneciente a la óblast de Kaluga. Se ubica en el norte de la óblast. Su capital es Iznoski.
En 2021, el raión tenía una población de 6422 habitantes.
El raión es limítrofe al oeste con la óblast de Smolensk y al norte con la óblast de Moscú. Su territorio es completamente rural.
Antes de la creación de la actual óblast de Kaluga en 1944, el raión de Iznoski formaba parte de la óblast de Smolensk.

## Subdivisiones
Comprende 123 localidades rurales agrupadas en diez asentamientos rurales, cuyos ayuntamientos tienen sede en los pueblos de Izvolsk, Iznoski (la capital), Lnozavod y Shanski Zavod, las aldeas de Alekséyevka, Ivánovskoye, Mijalí, Orejovnia y Jvoshchí y el posiólok de Miátlevo.